# Heinrich August Jäschke
Pour les articles homonymes, voir Jaschke.
Heinrich August Jäschke (17 mai 1817 à Herrnhut † 24 septembre 1883) est un missionnaire linguiste et orientaliste. 

## Biographie
Entre août 1857 et 1868, Heinrich Jäschke est missionnaire de l'Église morave à Keylong dans le district de Lahaul et Spiti, une région du nord de l'Inde, où les habitants parlent un dialecte tibétain. Il est connu  pour ses recherches sur la langue tibétaine,. 
Il commence une traduction de la Bible en tibétain, et participe à la publication et la traduction de textes tibétains.

## Publications
- “Über das Tibetische Lautsystem.” Monatsberichte der königlichen preussichen Akademie der Wissenschaften zu Berlin, 1860. Nachtrag. 257-279.
- “Über die östliche Aussprache des Tibetischen im Vergleich zu der früher behandelten Westlichen” Monatsberichte der königlichen preussichen Akademie der Wissenschaften zu Berlin, 1865, 441-454.
- Romanized Tibetan and English dictionary. Kyelang in British Lahoul, 1866.
- “Ueber die Phonetik der tibetischen Sprache.” Monatsberichte der königlichen preussischen Akademie der Wissenschaften zu Berlin, 1868,148-182.
- Handwörterbuch der tibetischen Sprache. Gnadau, Unitätsbuchhandlung, 1871; Nachdruck: Osnabrück, Biblio Verlag, 1971.
- Handwörterbuch der tibetischen Sprache, Gnadau 1871-1875 (engl. Übers.: 1881)
- Tibetan-English dictionary, London 1882
- Tibetan grammar, 2. Aufl., London 1883